# The Man from Planet X
The Man from Planet X is een Amerikaanse sciencefictionfilm uit 1951 onder regie van Edgar G. Ulmer.

## Verhaal
Professor Elliot opent een onderzoekslab in de moerassen van Schotland. Hij wil er samen met zijn dochter en zijn assistent de raadselachtige planeet X onderzoeken. Ze zijn dan ook erg benieuwd, wanneer er in de buurt een ruimteschip landt, dat afkomstig is van die planeet.

## Rolverdeling
| Acteur            | Personage              |
| ----------------- | ---------------------- |
| Robert Clarke     | John Lawrence          |
| Margaret Field    | Enid Elliot            |
| Raymond Bond      | Prof. Elliot           |
| William Schallert | Dr. Mears              |
| Roy Engel         | Tommy                  |
| David Ormont      | Inspecteur Porter      |
| Gilbert Fallman   | Dr. Robert Blane       |
| Tom Daly          | Donal                  |
| June Jeffery      | Vrouw van vermiste man |